# 喜多村石油
喜多村石油株式会社（きたむらせきゆ）は、福岡県久留米市に本社を置く企業。

## 沿革
- 1911年10月 - 喜多村民人が福岡県久留米市に喜多村石油店を創業。
- 1925年 - 福岡市に博多支店を開設。
- 1950年 - 株式会社喜多村石油本店に法人化。喜多村禎勇が代表取締役社長に就任。
- 1959年 - 東京営業所を開設。
- 1962年 - 喜多村石油株式会社に商号変更。
- 1979年 - トヨタビスタ福岡株式会社（現・ネッツトヨタ西日本株式会社）を設立。
- 1996年 - 喜多村禎勇が代表取締役会長に就任。喜多村浩司が代表取締役社長に就任。
- 2011年 - 創業100周年を迎える。

## 事業所
本社
- 〒830-0023 福岡県久留米市中央町12-9

東京支店
- 〒101-0038 東京都千代田区神田美倉町9番地　神田美倉町ビル3階

物流センター久留米
- 〒830-0062 福岡県久留米市荒木町字白口源工門1765

ソフトバンク久留米本町
- 〒830-0044　福岡県久留米市本町4-1

## 関連会社
- ネッツトヨタ西日本株式会社
- 株式会社朝日石油
- 日商石油株式会社